# 亞歷山大宮
亞歷山大宮（俄语：Александровский дворец）是位於俄罗斯圣彼得堡郊外沙皇村內的一座宮殿建築。亞歷山大宮是俄罗斯帝国末代沙皇尼古拉二世最喜歡的宮殿，他也經常在這裡居住。亞歷山大宮修建於1792年至1796年期間，為新古典主義風格建築。現在亞歷山大宮是一座博物館。